# Алещенко, Юрий Анатольевич
Ю́рий Анато́льевич Але́щенко (бел. Юрый Анатолевіч Алешчанка; род. 6 сентября 1984) — белорусский футболист, игравший на позиции нападающего.

## Клубная карьера
Профессиональную карьеру начал в 2002 году в витебском «Локомотиве». В 2004—2005 годах играл в составе «Орши», где за 50 матчей забил 26 голов. В сезоне 2006 выступал за «Полоцк». В следующем году стал игроком новополоцкого «Нафтана». В сезоне 2009 играл в составе «Сморгони». В том же году вернулся в «Полоцк». Карьеру завершил в 2011 году, выступая за светлогорский «Химик».

## Личная жизнь
Брат Виталий (род. 1975) тоже был профессиональным футболистом.